# Condado de Augusta
El condado de Augusta (en inglés: Augusta County) es un condado en el estado estadounidense de Virginia. En el censo de 2000 el condado tenía una población de 65.615 habitantes. Forma parte del área micropolitana de Staunton–Waynesboro. La sede de condado es Staunton.

## Historia
El condado de Augusta fue formado en 1738 a partir de una porción del condado de Orange, aunque el gobierno municipal no fue organizado hasta 1745. El condado fue nombrado en honor a Augusta de Sajonia-Gotha, la madre del futuro rey Jorge III del Reino Unido. Originalmente, el condado era un vasto territorio sin un límite definido hacia el oeste. Gran parte de lo que ahora es Virginia Occidental y Kentucky formaba parte del condado.

## Geografía

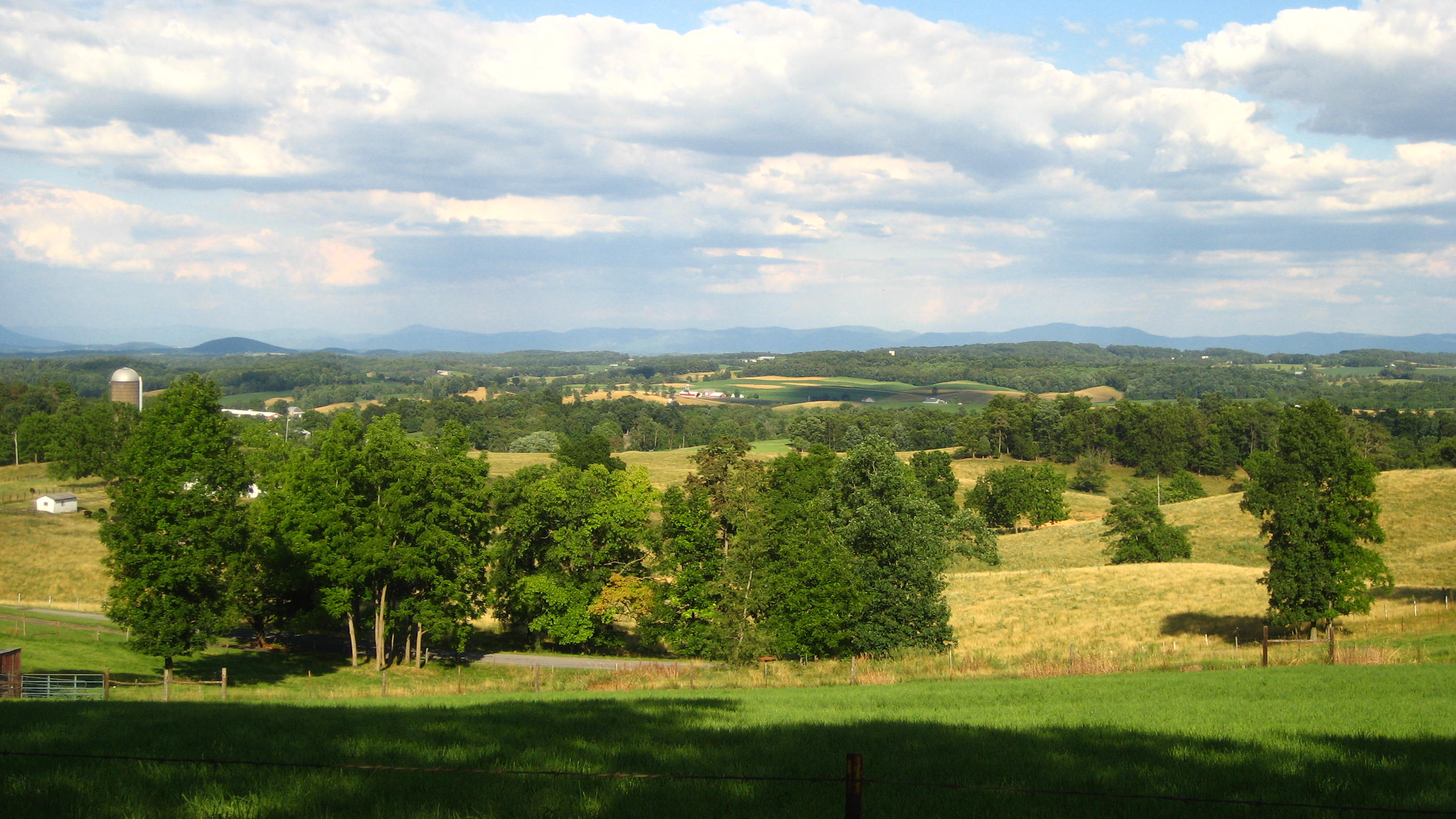
Paisaje campestre del condado de Augusta. Al fondo se puede apreciar la cordillera Azul.

Según la Oficina del Censo, el condado tiene un área total de 2.515 km² (971 sq mi), de la cual 2.513 km² (970 sq mi) es tierra y 2 km² (1 sq mi) (0,06%) es agua.

### Condados adyacentes
- Condado de Pendleton, Virginia Occidental (norte)
- Condado de Rockingham (noreste)
- Condado de Albemarle (este)
- Condado de Nelson (sureste)
- Condado de Rockbridge (suroeste)
- Condado de Bath (oeste)
- Condado de Highland (noroeste)

Asimismo, dos ciudades independientes se encuentran dentro de los límites del condado:
- Staunton
- Waynesboro

### Áreas protegidas nacionales
- Blue Ridge Parkway
- George Washington and Jefferson National Forests
- Shenandoah National Park

## Demografía
En el  censo de 2000, hubo 65.615 personas, 24.818 hogares y 18.911 familias residiendo en el condado. La densidad poblacional era de 68 personas por milla cuadrada (26/km²). En el 2000 había 26.738 unidades unifamiliares en una densidad de 28 por milla cuadrada (11/km²). La demografía del condado era de 95,02% blancos, 3,60% afroamericanos, 0,15% amerindios, 0,28% asiáticos, 0,02% isleños del Pacífico, 0,32% de otras razas y 0,61% de dos o más razas. 0,94% de la población era de origen hispano o latino de cualquier raza. 
La renta promedio para un hogar del condado era de $43.045 y el ingreso promedio para una familia era de $48.579. En 2000 los hombres tenían un ingreso medio de $31.577 versus $24.233 para las mujeres. La renta per cápita para el condado era de $19.744 y el 5,80% de la población estaba bajo el umbral de pobreza nacional.

## Ciudades y pueblos
| - Churchville - Craigsville - Crimora - Deerfield - Dooms - Fishersville | - Fort Defiance - Greenville - Grottoes - Jolivue - Lyndhurst - Mount Solon | - Sherando - Spring Hill - Steeles Tavern - Stuarts Draft - Verona - Weyers Cave |